# Pfarrkirche Hinterstoder

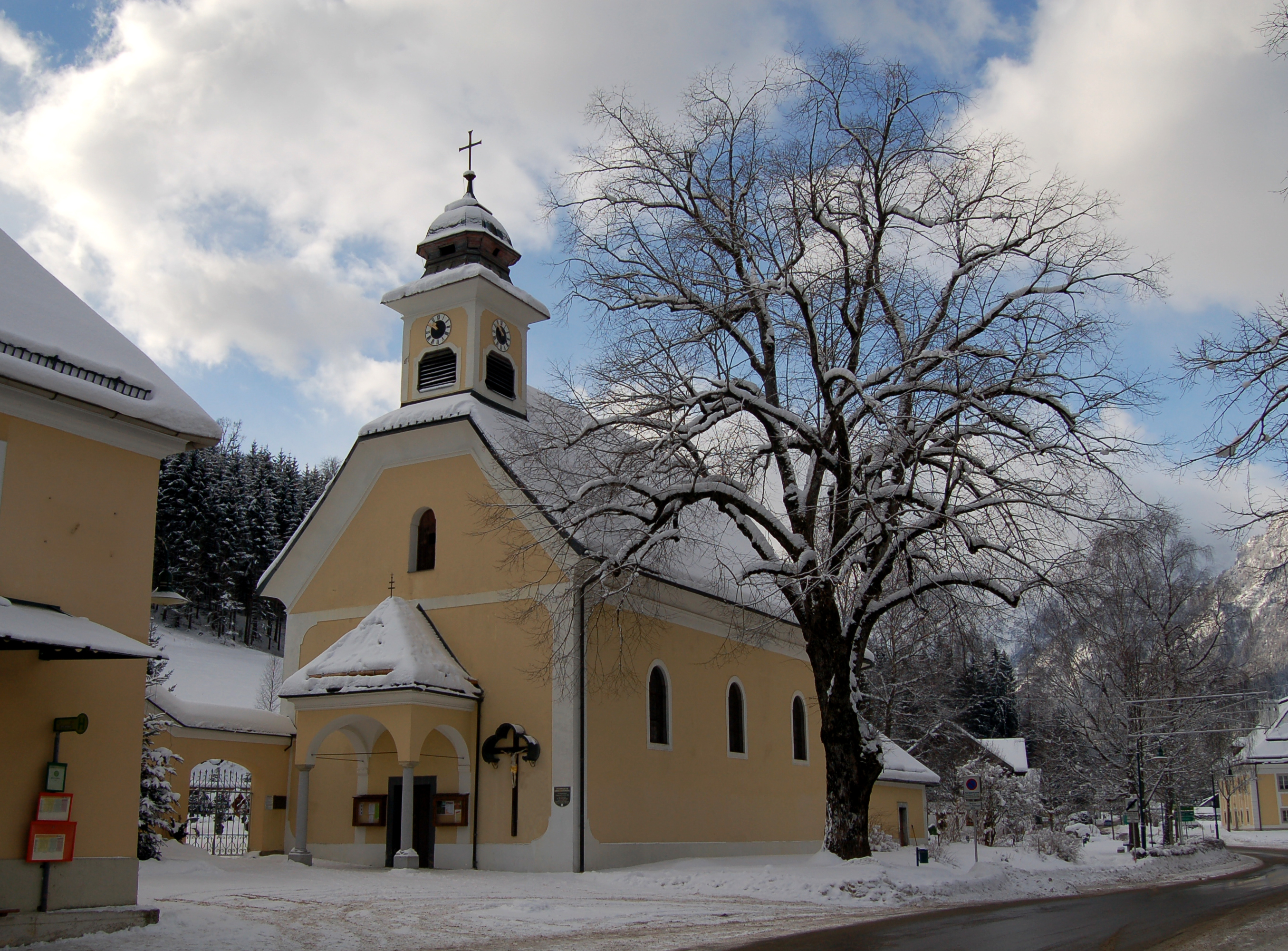
Katholische Pfarrkirche zur Kreuzerhöhung in Hinterstoder

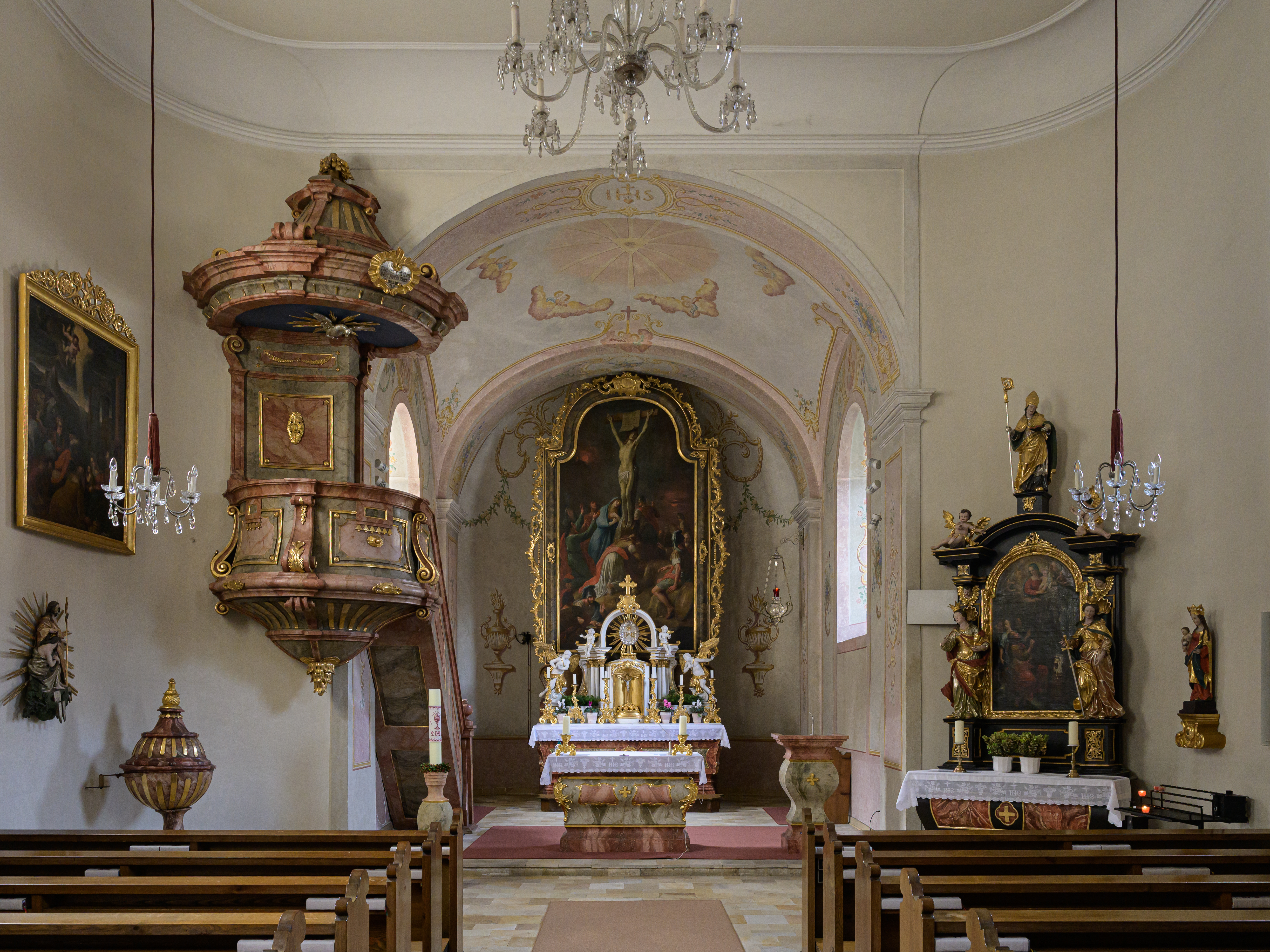
Blick vom Langhaus zum Altar

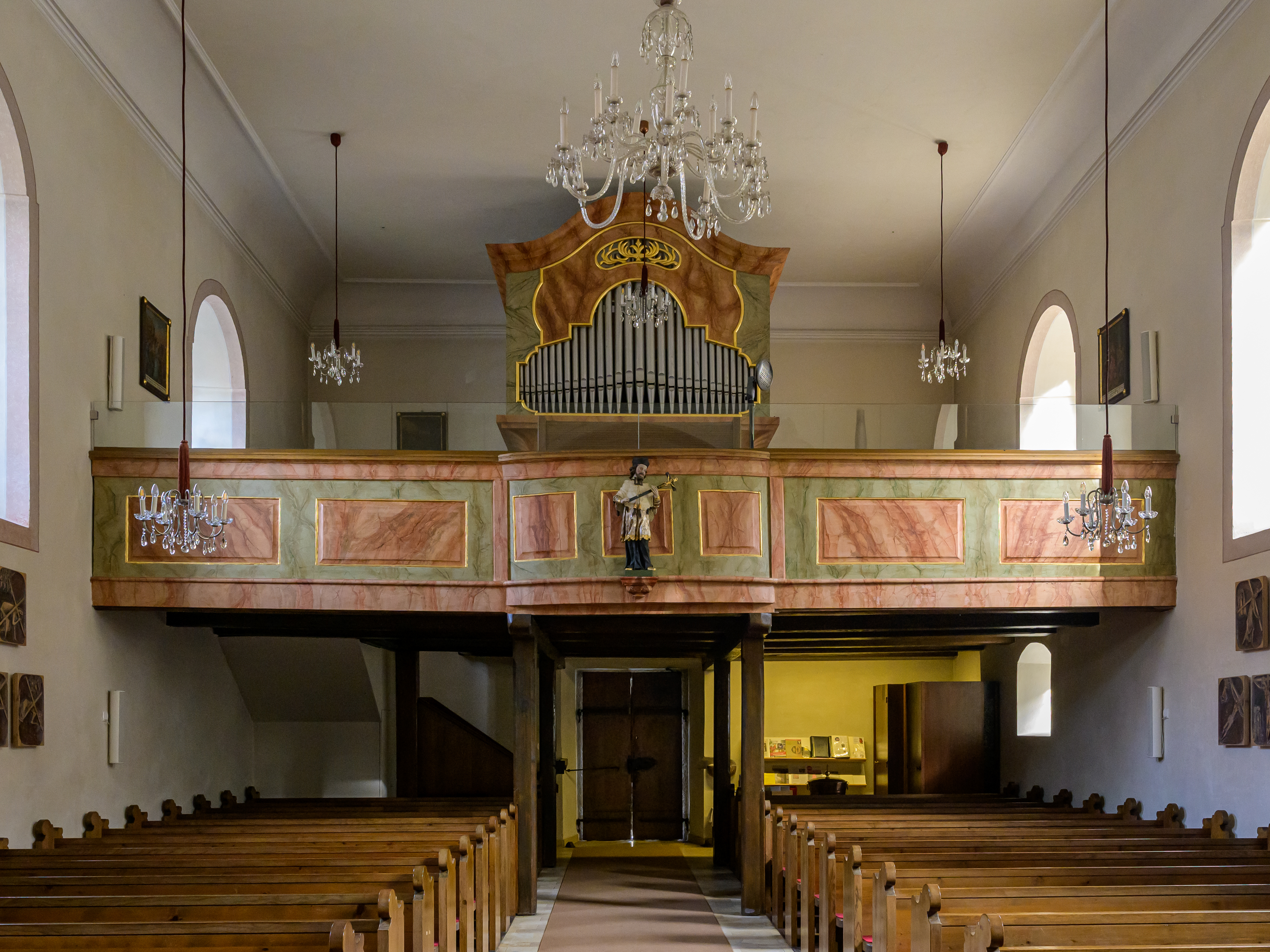
Ansicht der Empore mit der Kirchenorgel

Die römisch-katholische Pfarrkirche Hinterstoder steht in der Gemeinde Hinterstoder im Bezirk Kirchdorf in Oberösterreich. Sie ist dem Fest Kreuzerhöhung geweiht und gehört zum Dekanat Windischgarsten in der Diözese Linz. Das Bauwerk steht unter Denkmalschutz.

## Geschichte
Die Kirche wurde in den Jahren 1784 bis 1787 erbaut.

## Kirchenbau

### Kirchenäußeres
Die Kirche ist eine spätbarocke Saalkirche. An der Westseite ist ein Dachreiter mit spätbarocker Haube.

### Kircheninneres
Im saalförmigen Langhaus ist eine Flachdecke, im quadratischen Chor eine flache Hängekuppel. Der Chor schließt im Halbrund. Die Wand- und Deckenfresken stammen aus der Zeit der Erbauung und wurden 1956 wieder freigelegt und restauriert.

### Ausstattung
Der Hochaltar entstand um 1740, der Seitenaltar um 1700. Die Kanzel wurde ebenfalls um 1740 geschaffen. Im Langhaus sind zwei Gemälde. Eines zeigt den „heiligen Otto von Bamberg vor der heiligen Maria“ und eines die „Aussendung der Apostel“. Beide wurden von Bernhard Schmidt im Jahr 1756 gemalt. Diese waren die ehemaligen Altarbilder der Stiftskirche Spital am Pyhrn. Sie wurden anlässlich der Übergabe in den Jahren 1957 und 1958 restauriert.